# Vedran Jerković
Vedran Jerković (Zagreb, 4. srpnja 1976.) hrvatski vaterpolist.
Osvojene medalje s reprezentacijom: EP Firenca 1999. - srebro
Klupski trofeji: Europski prvak 1996. HAVK Mladost
Europski superkup 1996. HAVK Mladost
Prvak Hrvatske 1996, 1997. HAVK Mladost
Kup Hrvatske 1998. HAVK Mladost
Državna odlikovanja: Red Danice s likom Franje Bučara 

## Klubovi
- 1987. – 1995. VK Medveščak Zagreb
- 1995. – 1999. HAVK Mladost Zagreb
- 1999. – 2000. AS Roma
- 2000. – 2002. VK Primorje Rijeka
- 2002. – 2003. CD Larraina Pamplona
- 2003. – 2005. HAVK Mladost Zagreb